# Sorin Cîmpeanu

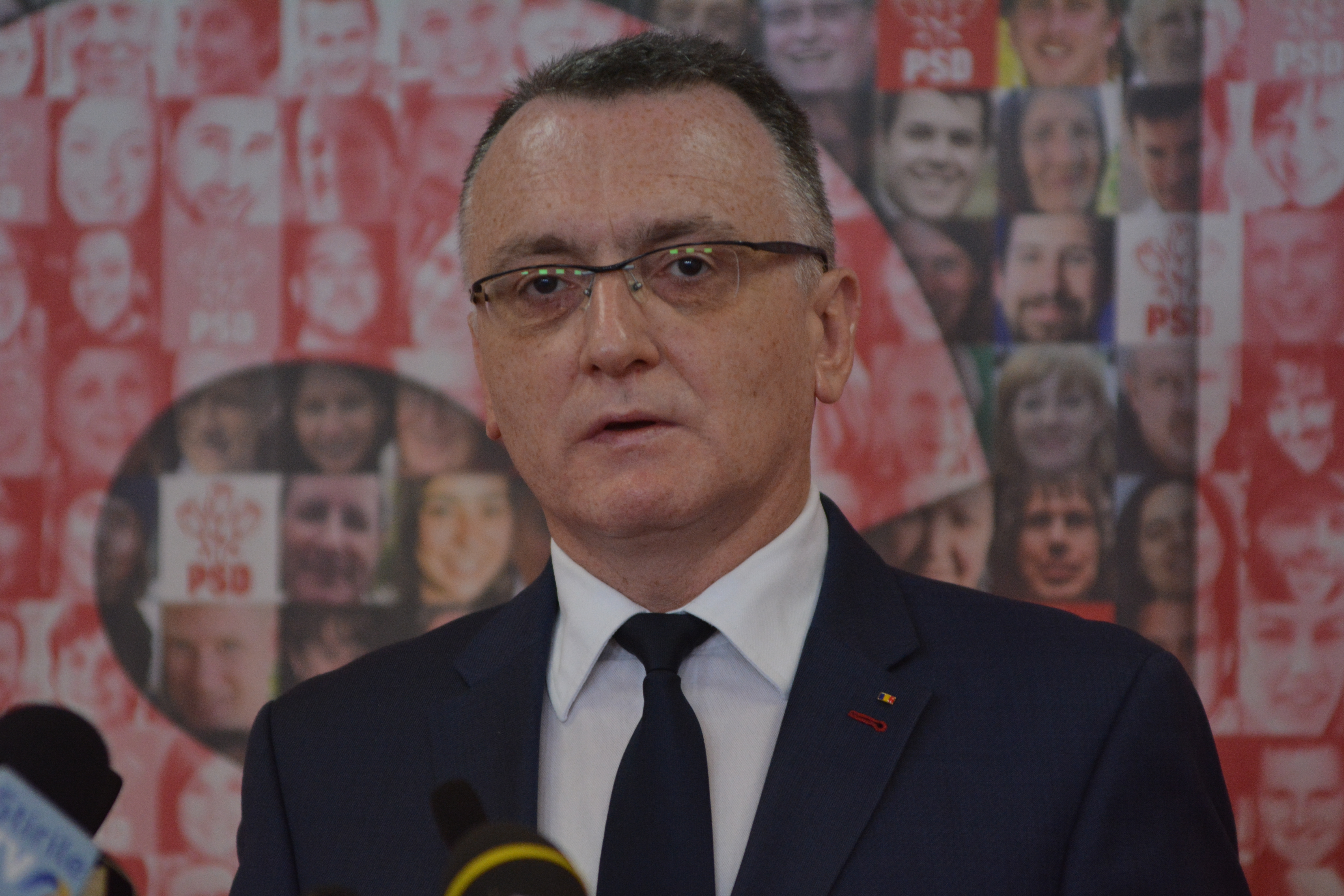
Sorin Cîmpeanu

Sorin Mihai Cîmpeanu (* 18. April 1968 in Bukarest) ist ein rumänischer Agrarwissenschaftler und Politiker. Von 2012 bis 2014 war er Rektor der Universität für Agrarwissenschaft und Veterinärmedizin in Bukarest. Von Dezember 2014 bis November 2015 war er Minister für Bildung und Forschung und ist dies erneut seit Dezember 2020. Infolge des Rücktritts von Ministerpräsident Victor Ponta war er vom 5. November bis 17. November 2015 interimistischer Regierungschef.

## Bildung und Wissenschaftskarriere
Cîmpeanu studierte an der Fakultät für Melioration und Umweltingenieurwesen der Universität für Agrarwissenschaft und Veterinärmedizin (USAMV) in Bukarest und schloss 1991 als Diplom-Ingenieur ab. Anschließend arbeitete er als Projektingenieur.
1992 kehrte er an seine Alma Mater zurück, an der er zunächst wissenschaftliche Hilfskraft, ab 1995 Assistent und ab 1997 Dozent (Șef lucrări) war. Parallel war er Koordinator des Versuchszentrums Periș – Ilfov. Im Jahr 2000 wurde er durch die Universität für Agrarwissenschaft promoviert. Anschließend wurde er beim Ministerium für Bildung und Forschung von 2000 bis 2003 als Fachkoordinator des nationalen Zentrums für das EU-Programm „Leonardo da Vinci“ und anschließend bis 2004 als Fachkoordinator der Nationalen Agentur für die universitäre Partnerschaft mit der ökonomisch-sozialen Umwelt (APART) tätig. Die Universität für Agrarwissenschaft ernannte ihn 2001 zum Juniorprofessor (Conferențiar). 2003 wurde er Vizepräsident des Exzellenzzentrums für Forschung BIOTEHNOL. Von 2004 bis 2008 war er Prodekan der Fakultät für Melioration und Umweltingenieurwesen. 2006 wurde er zum Professor berufen. Anschließend leitete er das Doktorandenprogramm der Universität. Von 2008 bis 2012 war er Dekan seiner Fakultät.
Im März 2012 wurde er Rektor der Universität für Agrarwissenschaft und Veterinärmedizin. Daraufhin war er Mitglied der Akademie für Agrar- und Forstwissenschaften „Gheorghe Ionescu Sisesti“ und der rumänischen Akademie für technische Wissenschaften, Vizepräsident des rumänischen nationalen Komitees für internationale hydrologische Programme (CIHR) sowie Generalsekretär des nationalen Rats für die Beglaubigung von universitären Titeln, Diplomen und Zertifikaten (CNATDCU). Im Juli 2013 wurde er Präsident der rumänischen Rektorenkonferenz. 2013 belegte er einen Kurs an der Nationalen Akademie „Mihai Viteazul“ des rumänischen Geheimdienstes SRI.

## Politische Ämter
Cîmpeanu unterstützte die Kandidatur Victor Pontas bei der Präsidentschaftswahl 2014. Auf Vorschlag der Partidul Conservator (PC) wurde er am 17. Dezember 2014 zum Minister für Bildung und Wissenschaft in der Regierung Ponta IV ernannt. Kurz nach Amtsantritt setzte sich Cîmpeanu für eine Notverordnung ein, die Trägern von akademischen Graden, die bei ihrer Dissertation plagiiert haben, eine erklärungslose Rückgabe ihres Titels erlaubte, ohne dass diese mit weiteren Konsequenzen (z. B. Rückzahlung ihres Stipendiums) rechnen müssten. Dies wurde im Zusammenhang mit der Plagiatsaffäre des Ministerpräsidenten Ponta gesehen. Die Verordnung wurde später vom Parlament abgelehnt.
Nachdem Ministerpräsident Victor Ponta und seine Regierung infolge der Brandkatastrophe in einem Bukarester Nachtclub und öffentlichen Protesten gegen die wahrgenommene Korruption der Regierung zurückgetreten waren, ernannte Staatspräsident Klaus Johannis Cîmpeanu zum Übergangs-Regierungschef. Nach 12 Tagen im Amt wurde er von Dacian Cioloș als neuem regulären Premierminister abgelöst.
Für die Alianța Liberalilor și Democraților (ALDE), in der die PC mittlerweile aufgegangen war, wurde Cîmpeanu bei der Parlamentswahl im Dezember 2016 in die rumänische Abgeordnetenkammer gewählt. Im Mai 2017 verließ er die ALDE und trat der Partei PRO România von Victor Ponta und Daniel Constantin bei. Entgegen der Anweisung des Parteivorsitzenden Ponta sprachen Cîmpeanu, Constantin und fünf weitere PRO-Abgeordnete im November 2019 dem neuen Ministerpräsidenten Ludovic Orban von der Partidul Național Liberal (PNL) das Vertrauen aus. Im Januar 2020 traten sie zur PNL über, Cîmpeanu wurde sogleich in den Vorstand der Partei berufen.
Am 23. Dezember 2020 wurde Cîmpeanu zum Bildungsminister im Kabinett Florin Cîțu ernannt. Hiergegen gab es Protest von Bürgerorganisationen und Wissenschaftlern, die Cîmpeanu vorwarfen, als Rektor und früherer Bildungsminister in der Regierung Ponta Politiker mit gefälschten Diplomen und plagiierten Dissertationen gedeckt zu haben.